# دوبرومیرکا (بلغارستان)
دوبرومیرکا (به بلغاری: Dobromirka) یک منطقهٔ مسکونی در بلغارستان است که در استان گابرووو واقع شده‌است. دوبرومیرکا ۴۲٫۲۴۷ کیلومتر مربع مساحت و ۶۲۶ نفر جمعیت دارد و ۴۶۳ متر بالاتر از سطح دریا واقع شده‌است.